# Betula ceratoptera
Betula ceratoptera är en björkväxtart som beskrevs av G.H.Liu och Y.C.Ma. Betula ceratoptera ingår i släktet björkar, och familjen björkväxter. Inga underarter finns listade.